# Убийства в семье Штаудте
Дело об убийствах в семье Штаудте, также известное как «Убийства с антифризом» представляло собой серию убийств и покушений на убийство происходившее в семье Штаудте в Спрингфилде, штат Миссури. Дайана Штаудте вместе с дочерью Рэйчел Штаудте совершили преступления, используя антифриз, приобретенного через Интернет, с тем расчетом, что такое средство не будет содержать добавленного горького агента, делающего основной компонент антифриза — этиленгликоль заметным. Сначала был убит муж Дайаны, Марк Штаудте, а через пять месяцев — страдающий аутизмом сын Шон Штаудте. Дочь Сара Штаудте также была отравлена аналогичным образом и доставлена в больницу в критическом состоянии. Сара выжила, но осталась инвалидом с физическими и неврологическими нарушениями. В 2016 году Дайана Штаудте была приговорена к пожизненному заключению без возможности на условно-досрочного освобождения, а Рэйчел Штаудте признала себя виновной в убийстве второй степени в мае 2015 года в рамках соглашения о признании вины в обмен на дачу показаний против своей матери на суде, была приговорена к двум пожизненным срокам заключения и 20 годам с правом на условно-досрочное освобождение через 42,5 года.

## Предыстория
Дайана и Марк Штаудте были супружеской парой, проживающих в скромном доме с четырьмя детьми: Шон Штаудте (26 лет), Сара Штаудте (24 года), Рэйчел Штаудте (22 года) и Бриана Штаудте (11 лет). Дети имели различные особые потребности: Шон был аутистом и не был приспособлен жить самостоятельно, а Бриана, тогда ученица четвёртого класса, имела проблемы с обучением. Кроме того, Сара Штаудте, выпускница университета, отказавшаяся устраиваться на работу, набрала большой долг по студенческому кредиту, также жила в доме родителей. Из всех детей, Дайана отдавала предпочтение Рэйчел, что выражалось, главным образом, в постоянных похвалах и выкладывании её фотографии в социальные сети. Семья являлась музыкально одарённой и предпочитали современную музыку на религиозную тематику; Дайана была церковным органистом и квалифицированной медсестрой, также она являлась основным кормильцем в семье, а её муж Марк играл в местной блюзовой группы Messing With Destiny, не имел постоянной работы и в основном был домохозяином. Рэйчел также проявляла музыкальные способности как флейтистка и была талантливой художницей.
После того как Дайана и Рэйчел были арестованы, они признались, что пошли на преступления, поскольку считали, что члены семьи являются для них обузой. По словам Дайаны, Марк был ленив, злоупотреблял алкоголем и в порыве гнева оскорблял и бросал в неё предметы и к моменту убийства она «ненавидела его до глубины души». А к убийству сына подтолкнуло его постоянное пребывание в доме и трудности в общении из-за аутизм, из-за чего она считала его «хуже паразита». Рэйчел напротив, считала, что смерть брата была «несправедливой» и утверждала, что пыталась убедить мать поместить Шона в специализированное учреждение. Убийства Марка и Шона Штаудте были совершены в течение пяти месяцев. У обоих убитых было обнаружено подозрительное кровавое кольцо вокруг рта, но в дальнейшем расследование не проводилось и позже тела были кремированы. После совершенных преступлений, Дайана задумала убить и Сару, потому что не хотела оплачивать её студенческий долг. Вскоре девушка была отравлена, а затем отвезена матерью и сестрой в больницу, так как Дайана беспокоилась о запахе в доме, который мог остаться после смерти дочери (к тому моменту Дайана постепенно начала использовала полис страхования жизни Марк на сумму 20 000 долларов США, чтобы приобрести другой дом с большей площадью). Рэйчел также беспокоила перспектива смерти сестры в доме, так как после смерти брата она перебралась в его комнату и с тех пор её начали мучить кошмары. Сару госпитализировали в критическом состоянии с тяжелыми нарушениями функций внутренних органов.

## Расследование
В департамент полиции Спрингфилда поступил звонок от пастора местной церкви, где он выразил опасения, что смерть Марка и Шона Штаудте возможно были неслучайным и что их симптомы совпадали с теми которыми была госпитализирована Сара. Многие люди, знавшие семью Штаудте, заметили, что Дайана не особо была огорчена потерей мужа и сына. Родственник семьи Майкл Штаудте рассказал, что после смерти Шона не проводилось никаких официальных служб, и ему сообщили о его смерти только после того, как об этом узнал другой родственник. Роберт «Роб» Манкузо из Messing With Destiny вспоминал, что Дайана вела себя так, «как будто устраивала вечеринку».
Во время следствия, Дайана рассказала, как они с Рэйчел начали травить свою семьи. Вначале они стали постоянно подмешивать антифриз в спортивный напиток Gatorade, которые регулярно употреблял Марк, а затем в Кока-колу — любимый газированный напиток Шона. Для осуществления преступлений, специально был приобретен антифриз через Интернет и в отличие от большинства средств, продаваемых на коммерческой основе для широкой массы, антифриз, купленный Дайаной и Рэйчел, не содержал горького агента, который мог быть заметен при употреблении. В сумочке Рэйчел была обнаружена записка, в которой она написала причудливое стихотворение: «Останутся только тихие, моя мама, моя младшая сестра и я». Тайный дневник, который вела Рэйчел, стал доказательством того, что она также принимала непосредственное участие в убийствах и знала о предстоящем отравлении отца по крайней мере за два месяца до этого. В дальнейшем Рэйчел и Дайана признались, что Бриана Штаудте должна была стать следующей жертвой, так как их тяготила её неспособность к обучению. В мае 2015 года Рэйчел Штаудте признала себя виновной по двум пунктам обвинения в убийстве второй степени и одному пункту обвинения в нападении первой степени и была приговорена к двум пожизненным срокам и 20 годам с правом на условно-досрочное освобождение через 42,5 года. Её мать, Дайана Штаудте, признала себя виновной по двум пунктам обвинения в убийстве в январе 2016 года и была приговорена к пожизненному заключению без возможности досрочного освобождения.
Во время заключения, Рэйчел подавала ходатайство об отмене или смягчения приговора, где говорилось, что на неё оказывалось давление и её страх перед мужчинами не позволил ей получать надлежащую правую процедуру.

## Оставшиеся члены семьи
После ареста матери и сестры, Бриану Штаудте передали в приемную семью. Сара Штаудте после тяжелого отравления сумела выжить, но осталась инвалидом. По началу её симптомы имели сходства с симптомами гриппа, которые позже были признаны как отравлением. Во время суда, Саре была предоставлена возможность зачитать свое заявление: «Я предпочитаю быть выжившей, а не жертвой. Я прощаю свою маму за то, что она сделала со мной. Но она не только лишила меня отца и брата, она лишила меня привычной жизни, средств к существованию и самостоятельности». По словам прокурора округа Грин Дэна Паттерсона, тяжелые токсические последствия антифриза серьёзно сказались на здоровье Саре, которая теперь нуждается в уходе в специализированном учреждении.

## Реакция общественности
Общественность и СМИ выразили негодование фаворитизмом Дайаны по отношению к Рэйчел, а также её отношение к своему ребёнку-инвалиду как к обузе. Особое внимание было уделено причастность Рэйчел к убийствам; она написала в своем дневнике перед смертью отца: «Печально, когда я поняла, что мой отец уйдет из жизни в ближайшие два месяца… Шон, мой брат, уйдет вскоре после этого… будет трудно привыкнуть к переменам, но всё наладится». После убийства Шона, Рэйчел опубликовала на своем аккаунте в Facebook селфи, на котором она сидит со скрещенными ногами и улыбается, прокомментировав: «Я не думала, что когда-нибудь увижу маму [Дайану] такой расслабленной». Дело широко освещалось различными национальными и местными информационными агентствами. Кроме того, это дело подробно обсуждалось в нескольких видеороликах на YouTube, посвящённых реальным преступлениям, и было показано в одном из сегментов программы 20/20, где Сара Штаудте давала интервью, находясь на реабилитации после отравления.